# آندری کونچالوفسکی
آندری کونچالوفسکی (به روسی: Андре́й Серге́евич Михалко́в-Кончало́вский; زاده ۲۰ اوت ۱۹۳۷) کارگردان، تهیه‌کننده و فیلمنامه‌نویس روسی است. او در سینمای شوروی، هالیوود و سینمای روسیه معاصر کار کرده است. کونچالوفسکی در ابتدای حرفه خود با آندری تارکوفسکی همکاری داشته است.

## گزیده فیلم‌شناسی

### سینما
- رفقای عزیز - ۲۰۲۰
- بهشت - ۲۰۱۶
- شب‌های سفید پستچی - ۲۰۱۴
- هر کس سینمای خودش - ۲۰۰۷
- خانه احمق‌ها - ۲۰۰۲
- ادیسه - ۱۹۹۷
- لومیر و شرکا - ۱۹۹۵
- تانگو و کش - ۱۹۸۹
- مردم محجوب - ۱۹۸۷
- دوئت برای یکی - ۱۹۸۶
- قطار افسارگسیخته - ۱۹۸۵
- عاشقان ماریا - ۱۹۸۴
- سیبریایی - ۱۹۷۹
- برده عشق - ۱۹۷۶ (فیلمنامه‌نویس)
- دایی وانیا - ۱۹۷۰
- آندری روبلف - ۱۹۶۶ (فیلمنامه‌نویس)
- کودکی ایوان - ۱۹۶۲ (فیلمنامه‌نویس)

### تلویزیون
- ادیسه - ۱۹۹۷ (مینی‌سریال)
- شیر در زمستان - ۲۰۰۳ (فیلم تلویزیونی)
- نابغه‌ها - ۲۰۰۳-۲۰۰۴ (مجموعه مستند؛ اپیزود ۶)
- مسئوليت قدرت - ۲۰۰۳ (مجموعه مستند؛ اپیزود ۲)